# Hogepriester (Samaritanen)
De hogepriester van de Samaritanen is de leider van de Samaritanen, zowel in godsdienstig opzicht als met betrekking tot andere zaken die de gemeenschap aangaan. Tot zijn belangrijkste taak hoort het leiding geven aan de offerplechtigheid bij de jaarlijkse viering van het Samaritaanse pesachfeest op de berg Gerizim. In politiek opzicht vertegenwoordigt de hogepriester de Samaritaanse gemeenschap bij zowel de regering van Israël als bij de Palestijnse Autoriteit.

## Geschiedenis
Oorspronkelijk werd de hogepriesters van de Samaritanen gekozen uit de nakomelingen van Eleazar, de zoon van (ook volgens de Samaritaanse traditie) de eerste hogepriester Aäron. In 1624 overleed echter de laatste hogepriester uit deze geslachtslijn, Shalmiya ben Phinhas, die sinds 1613 dit ambt had bekleed. Daarom werd besloten dat de hogepriester voortaan benoemd zou worden uit de nakomelingen van Itamar, een andere zoon van Aäron. Om rivaliteit binnen de hogepriesterlijke familie te voorkomen, werd bepaald dat het ambt bij het overlijden van een hogepriester automatisch toevalt aan de oudste nog in leven zijnde mannelijke persoon uit deze geslachtslijn.

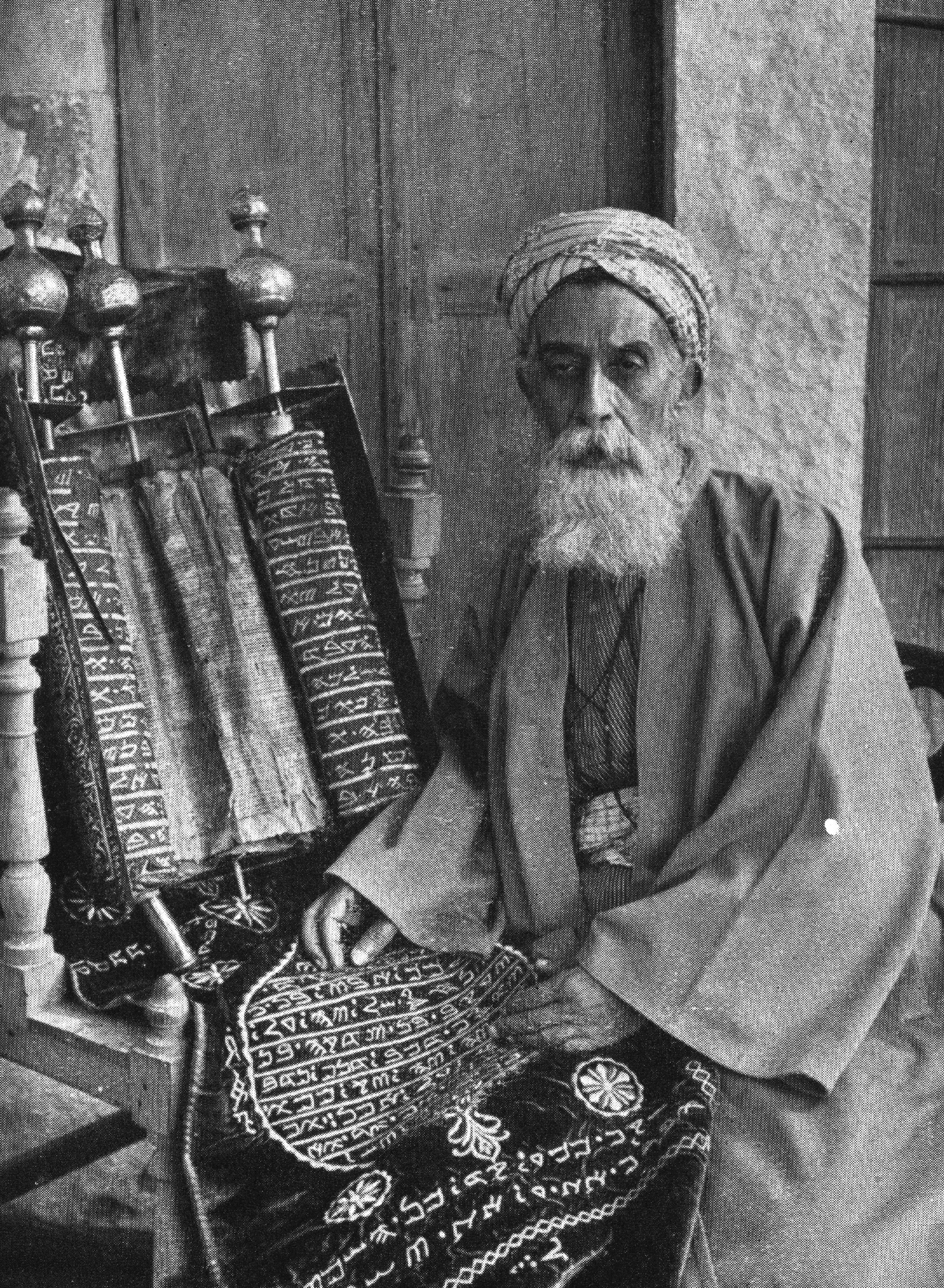
Hogepriester Jacob ben Aaron, rond 1912

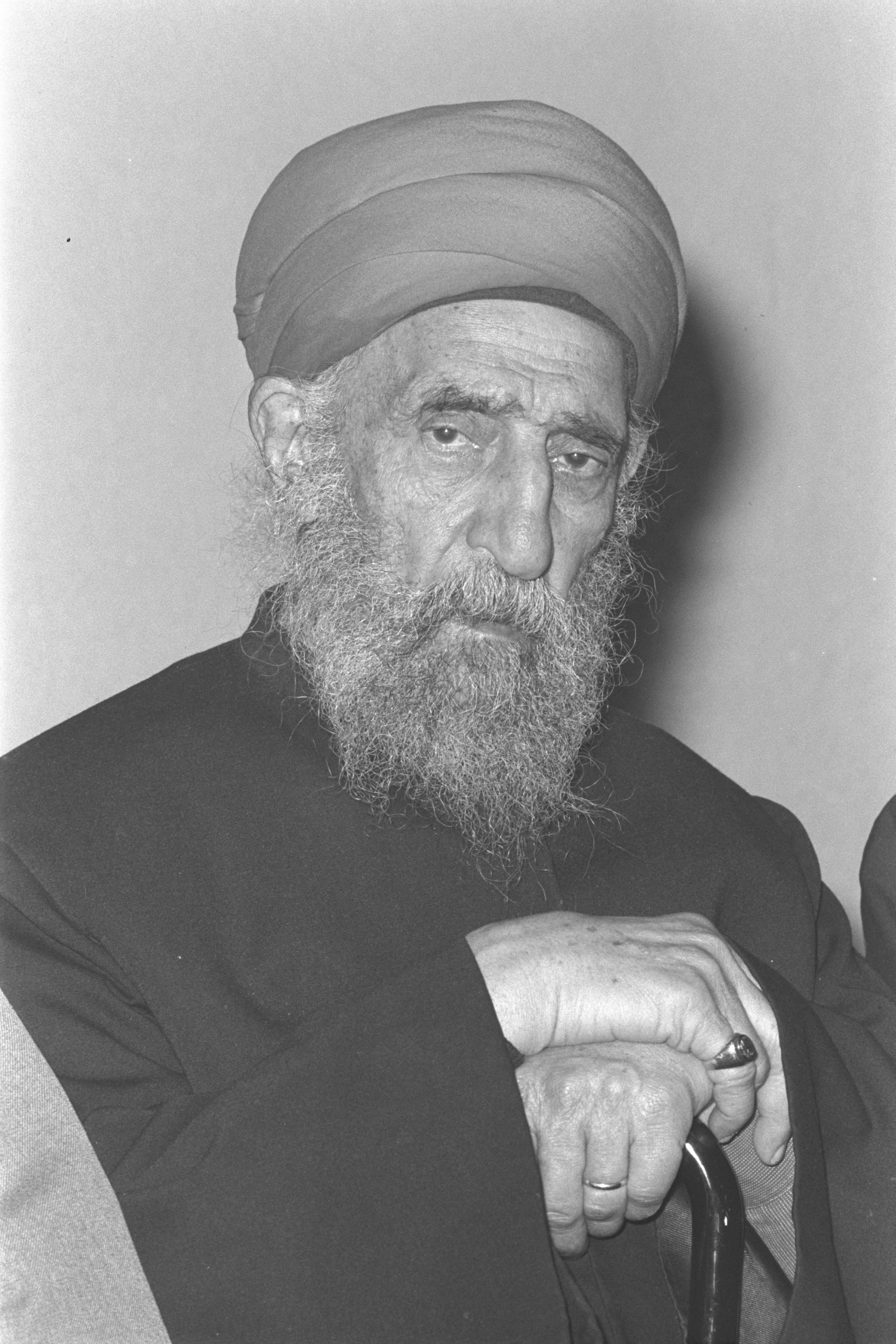
Hogepriester 'Amram ben Yitzhaq, 1972

Vanaf 1624 hebben de volgende personen het ambt van hogepriester bekleed:
- 1624-1650 Tsedaka ben Tabia
- 1650-1694 Yitzhaq ben Tsedaka
- 1694-1732 Abraham ben Yitzhaq
- 1733-1752 Levi ben Abraham ben Yitzhaq
- 1752-1787 Tabia ben Yitzhaq ben Abraham
- 1798-1855 Shalma ben Tabia
- 1855-1874 'Amram ben Shalma
- 1874-1916 Jacob ben Aaron ben Shalma
- 1916-1932 Yitzhaq ben 'Amram ben Shalma
- 1933-1943 Matzliach ben Phinhas ben Yitzhaq ben Shalma
- 1943-1961 Abrisha ben Phinhas ben Yitzhaq ben Shalma
- 1961-1980 'Amram ben Yitzhaq ben 'Amram ben Shalma
- 1980-1982 Asher ben Matzliach ben Phinhas
- 1982-1984 Phinhas ben Matzliach ben Phinhas
- 1984 - 26 januari 1987 Jacob ben 'Azzi ben Jacob ben Aaron
- 26 januari 1987 - 14 februari 1998 Yusef ben Ab-Hisda ben Jacob ben Aaron
- 14 februari 1998 - 23 mei 2001 Levi ben Abisha ben Phinhas ben Yitzhaq
- 23 mei 2001 - 9 februari 2004 Shalom ben 'Amram ben Yitzhaq ben 'Amram
- 9 februari 2004 - 3 februari 2010 Elazar ben Tsedaka ben Yitzhaq ben 'Amram
- 3 februari 2010 - 19 april 2013 Aaron ben Ab-Hisda ben Jacob ben Aaron
- 19 april 2013 - heden Aabed-El ben Asher ben Matzliach